# История почты и почтовых марок Грузии
История почты и почтовых марок Грузии, расположенной в кавказском регионе Евразии на стыке Восточной Европы и Западной Азии, подразделяется на периоды, соответствующие почтовым системам государств, в составе которых находилась Грузия (Российская империя, ЗСФСР, СССР), самостоятельных государственных образований начала XX века и независимой Грузии (с 1992). Собственные почтовые марки выпускаются на территории этого государства с 1919 года. Грузия является членом Всемирного почтового союза (ВПС) с 1 апреля 1993 года, a её почтовым оператором выступает государственная компания «Почта Грузии».

## Развитие почты
В начале XIX века Грузия вошла в состав Российской империи, и на её территории действовала русская почтовая система. 
После революции 1917 года и краткого существования независимой Грузинской Демократической Республики и Тифлисской операции 1921 года, Грузия вошла в 1922 году в состав Советского Союза. В советское время здесь функционировала общесоюзная почтовая связь. В 1991 году Грузия стала независимой и организовала собственное почтовое ведомство.

## Выпуски почтовых марок

### Первые марки
Тифлисская уника или «Тифли́сская ма́рка» — филателистическое название очень редкой почтовой марки, выпущенной в Российской империи (на территории современной Грузии) для городской почты Тифлиса (ныне Тбилиси) и Коджори в 1857 году. 
Срок выхода и символика позволяют говорить о «Тифлисской унике» как о первой российской марке.

### Грузинская Демократическая республика
Первые почтовые марки Грузии были эмитированы 26 мая 1919 года. Ещё одна серия вышла в обращение в 1921 году.

### Советская республика
В январе и феврале 1922 года увидела свет серия из пяти почтовых марок Советской Грузии.

### ЗСФСР
С марта 1922 года по сентябрь 1923 года в обращении были почтовые марки Закавказской Советской Федеративной Социалистической Республики с надпечатками, а с 1 октября 1923 года в Грузии использовались общие выпуски ЗСФСР.

### В составе Советского Союза
В период с 1924 года по 1993 год после вхождения ЗСФСР в состав СССР на территории Грузии для почтовой оплаты использовались почтовые марки СССР. Среди них были выпущены почтовые марки на грузинскую географическую и этническую тематику:

Грузия на почтовых марках СССР
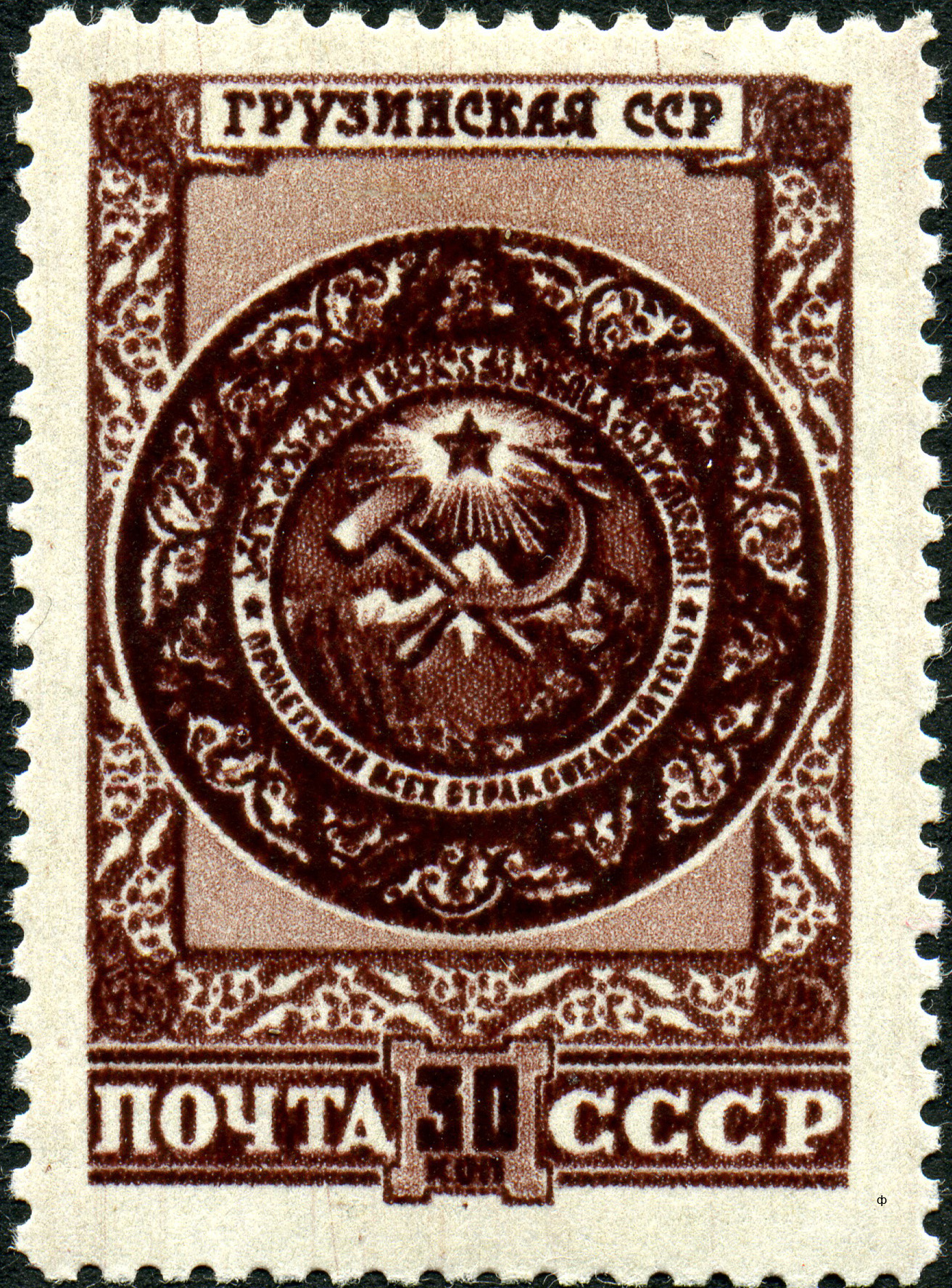
1947: Герб Грузинской ССР  (ЦФА [АО «Марка»] № 1119)
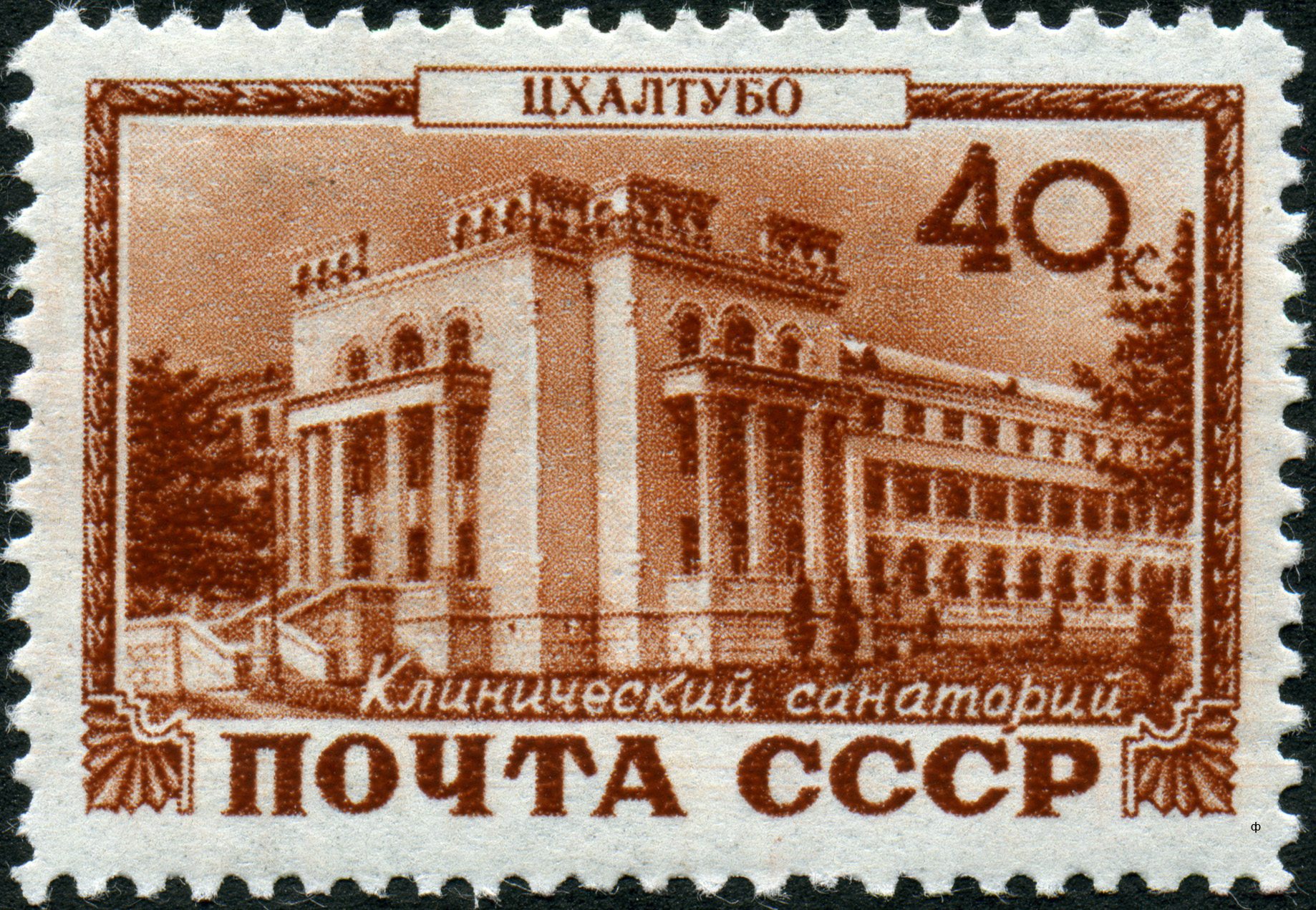
1949: Цхалтубо, клинический санаторий  (ЦФА [АО «Марка»] № 1430)
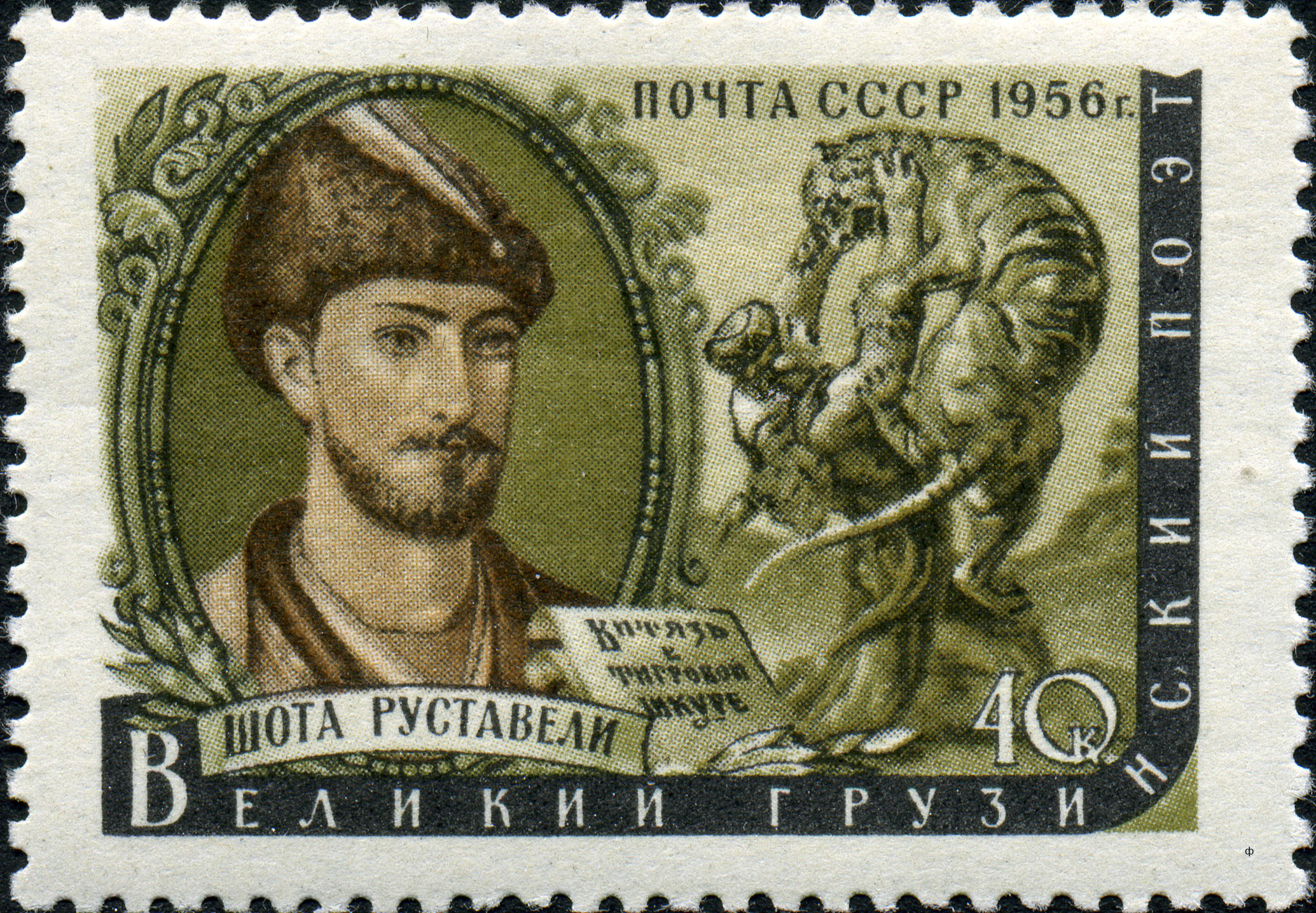
1956: Шота Руставели  (ЦФА [АО «Марка»] № 1970)
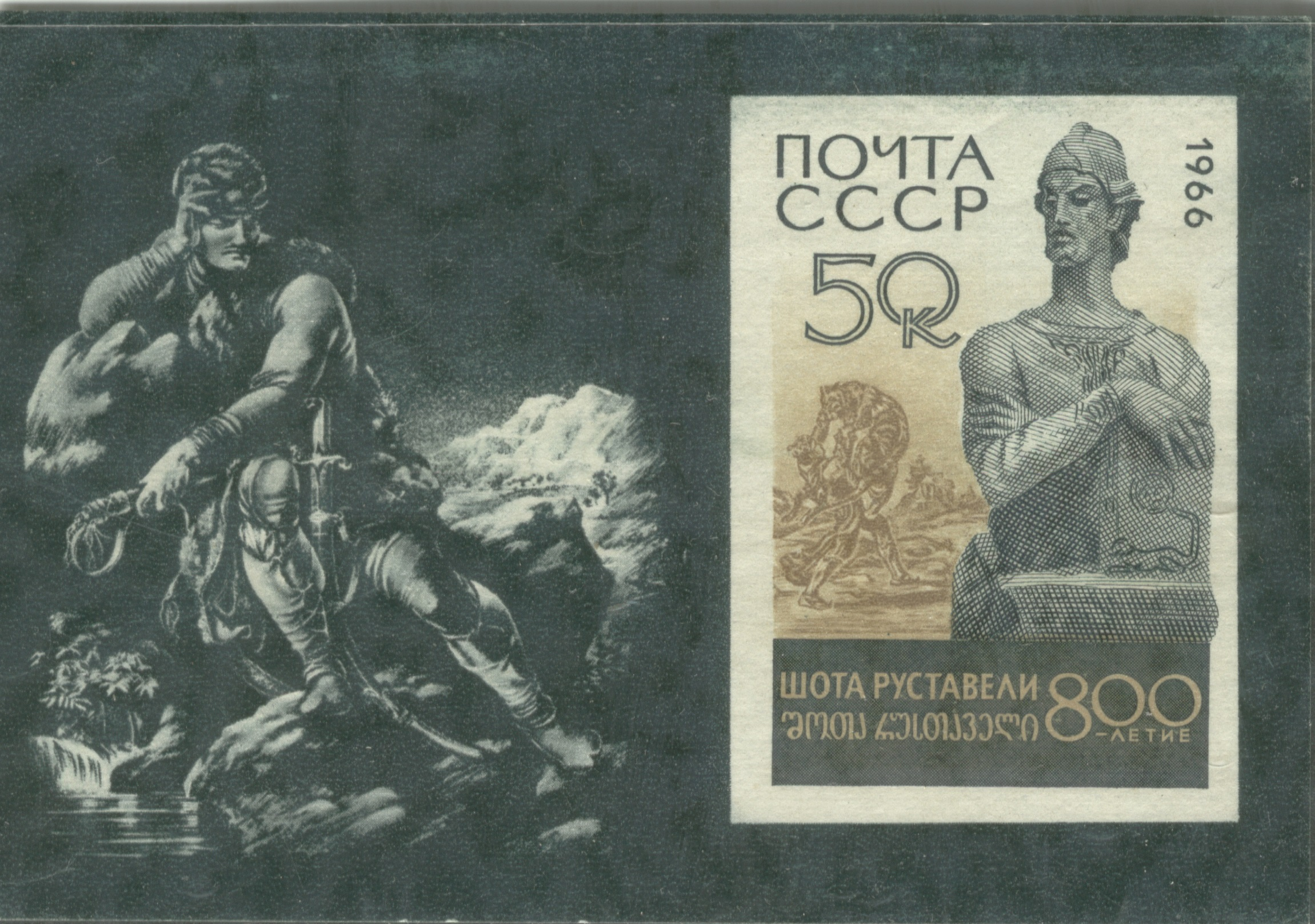
1966: Шота Руставели  (ЦФА [АО «Марка»] № 3397)
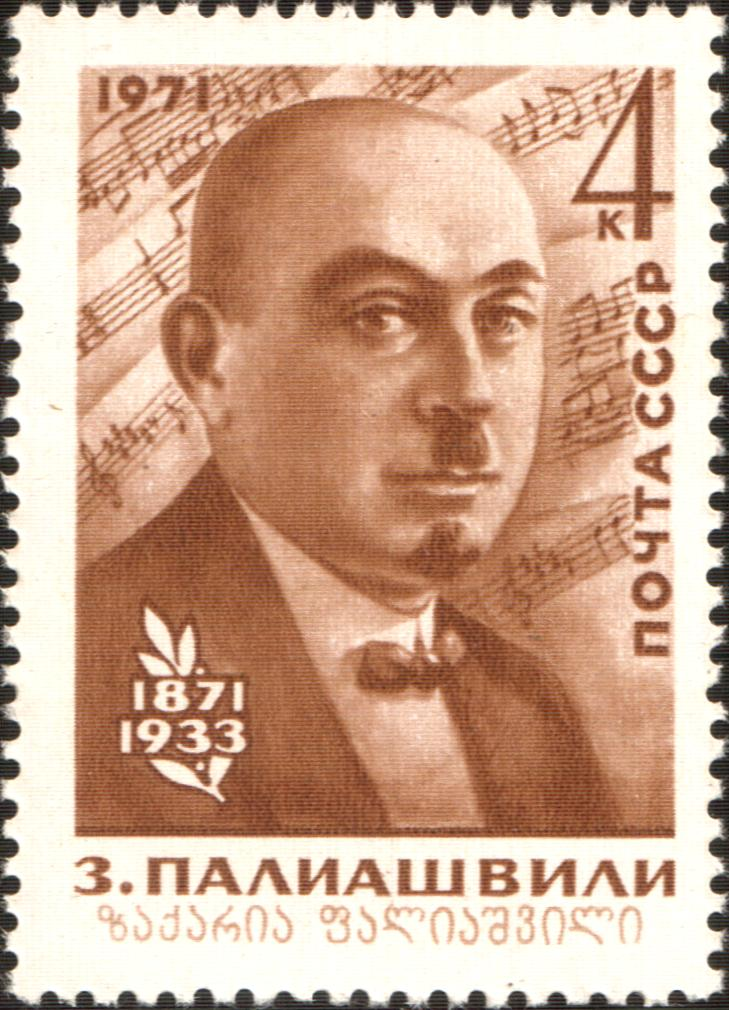
1971: З. П. Палиашвили  (ЦФА [АО «Марка»] № 4036)
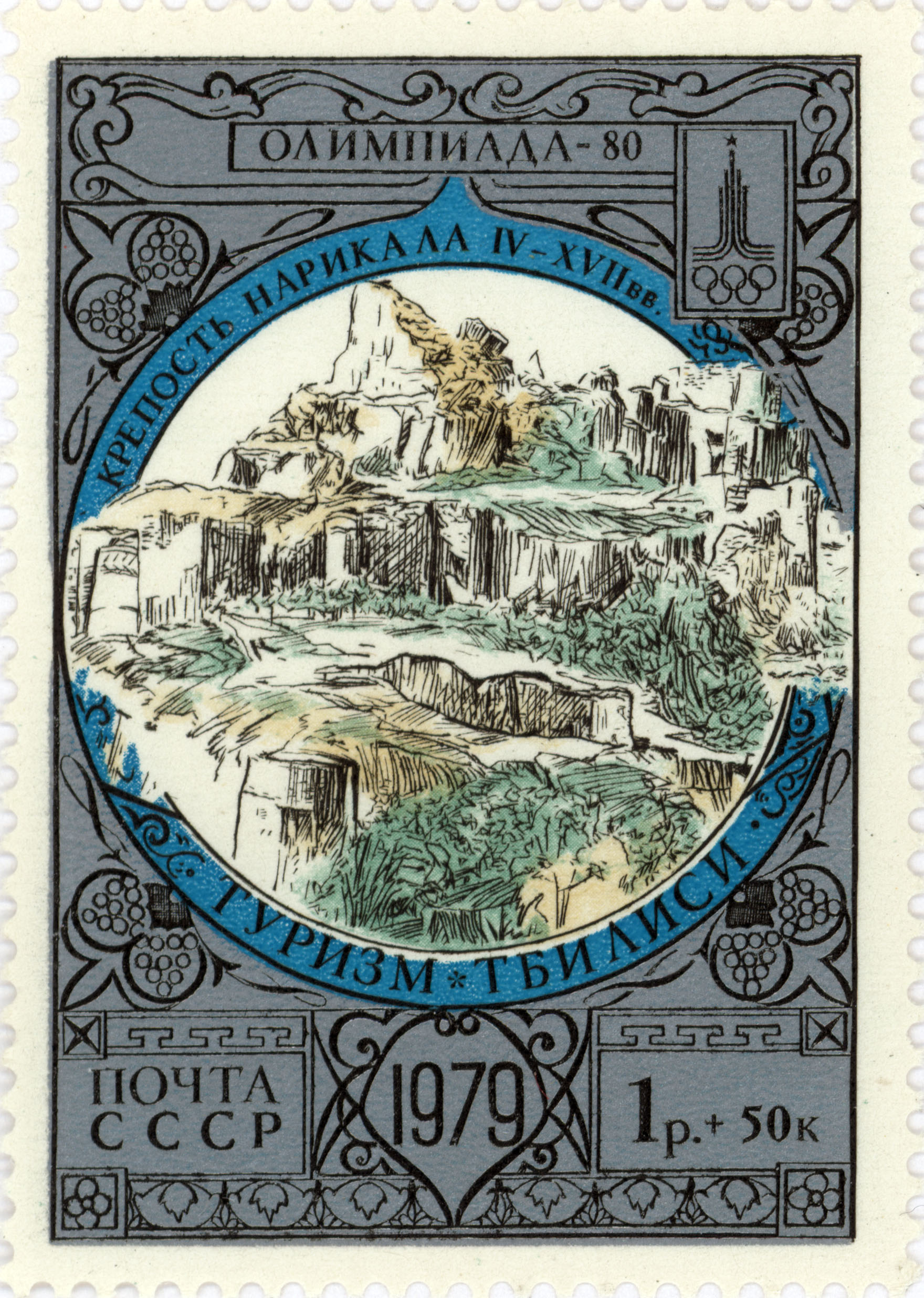
1979: Тбилиси. Развалины крепости Нарикала  (ЦФА [АО «Марка»] № ?)
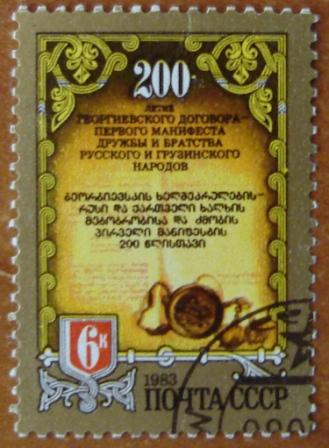
1983: 200-летие Георгиевского договора  (ЦФА [АО «Марка»] № ?)
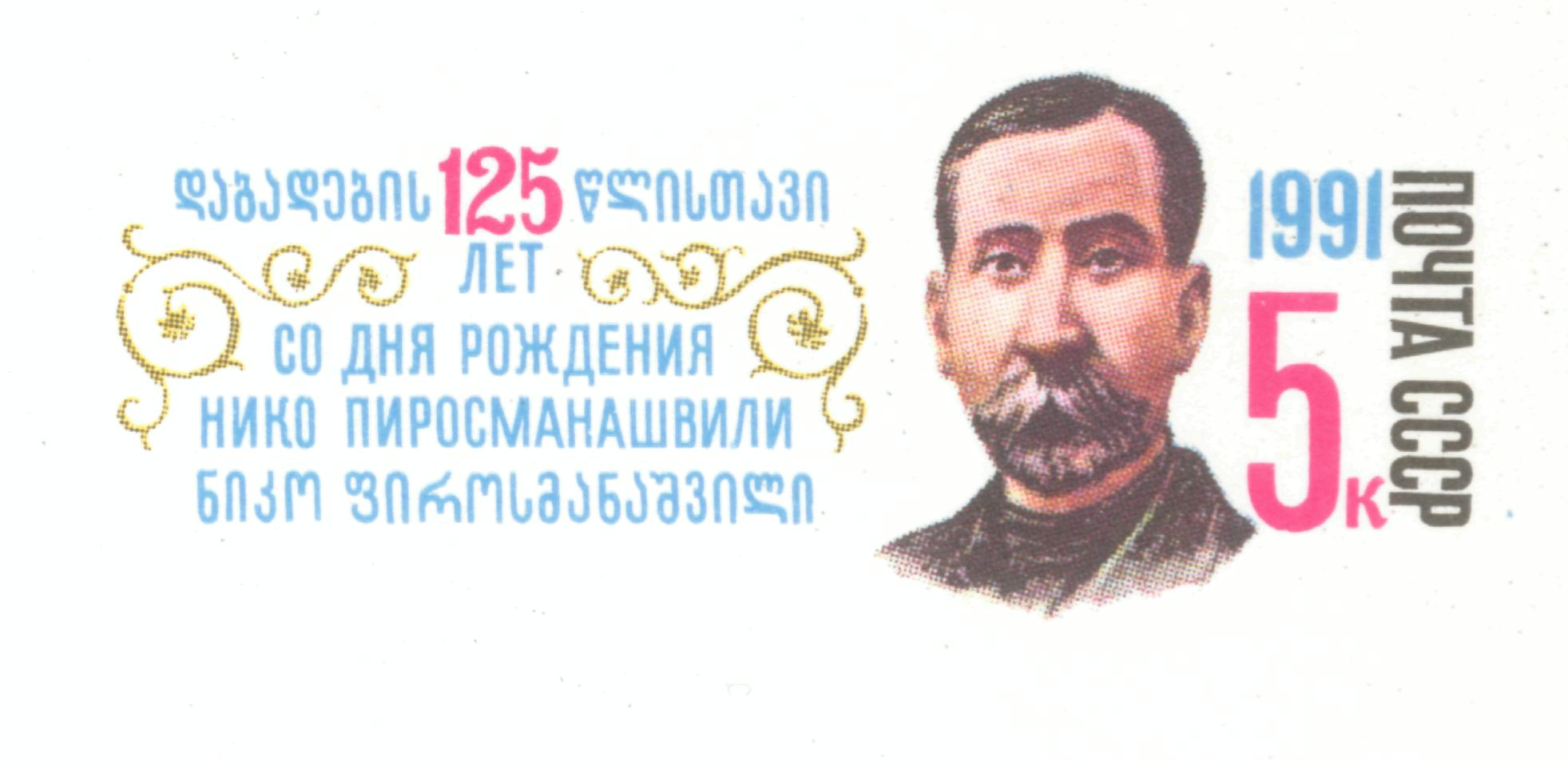
1991: Нико Пиросманашвили, оригинальная почтовая марка с односторонней почтовой карточки

### Эмиссии независимой Грузии

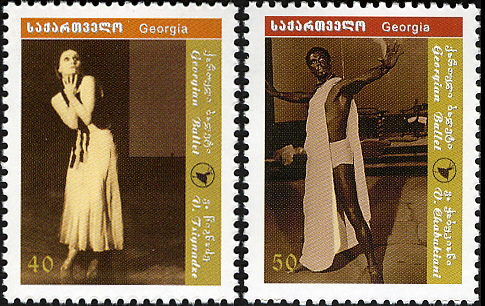
Современные почтовые марки Грузии (2005)

После распада Советского Союза Грузия снова обрела независимость в апреле 1991 года и с 31 июля 1993 года выпускает собственные почтовые марки. В отличие от других бывших советских республик Грузия не делала надпечаток на марках СССР для удовлетворения нужд почты после обретения независимости, хотя в 1994 году на грузинских почтовых марках был сделан ряд надпечаток.

Спекулятивно-фантастическая марка от имени Грузии с портретом И. В. Сталина

## Фальсификации
Почтовые марки независимой Грузии (после 1991 года) могут являться предметом спекулятивно-фантастических выпусков, когда от имени грузинского почтового ведомства издавались фальшивые марки, не вошедшие в официальные каталоги (см. пример такой «фантазии» на иллюстрации справа). Кроме того, почтовая администрация Грузии неоднократно сообщала в руководящие органы ВПС о фальшивых марках, изданных от имени административно-территориальных единиц на территории Грузии — Абхазии, Аджарии, Батуми и Южной Осетии.